# Будинок за адресою Познанська, 2 (Харків)
Житловий будинок на вулиці Познанській, 2 — 24-поверховий радянський хмарочос, перший будинок, що перетнув відмітку[джерело?] в 20 поверхів і 70 метрів у Харкові.

## Історія будівництва
Проєкт 24-поверхової 180-квартирної будівлі розробило бюро КиївЗНДІЕП, планувалося збудувати такі будинки в Києві і Харкові.
Робота конструкції була перевірена на експериментальному 6-поверховому будинку, збудованому в Києві на комбінаті «Будіндустрія».
Пропоновані в цьому конструктивному вирішенні таврові перетини колон каркаса дозволяють скоротити розрахунковий проліт ригелів-панелей і проліт панелей перекриттів, що в поєднанні з попереднім напруженням арматури веде до зменшення витрати сталі й цементу.
Таврова конфігурація перетину колон підвищує жорсткість і міцність будівлі, а також дозволяє краще вирішувати інтер'єр приміщення: колони встановлюються врівень з пов'язаними стінами і перегородками і не виступають в приміщення. 
Будівництво першого житлового будинку з тавровим елементами каркаса розпочато в Харкові на Салтівському житловому масиві. Будинок замикає перспективу широкої центральної магістралі.
В 1979 році будівництво висотки було завершене.

## Особливості
- Кухні обладнані електроплитами. Площі кухонь прийнято 8,0 м2. Обіднє місце на кухні розкрито у бік загальної кімнати.
- У 3-кімнатній квартирі між загальною кімнатою та спальнею запроєктовано розсувну перегородку, що дозволяє трансформувати ці приміщення в кімнату площею понад 26 м2.
- У вбиральнях, крім унітазу, розміщений рукомийник. У ванних кімнатах є ванна, умивальник та біде.
- У всіх квартирах запроєктовані просторі передні, комори та лоджії.
- У центрі будинку знаходиться блок вертикального зв'язку з незадимлюваними сходами і трьома ліфтами.[1]

## Цікаві факти
- До побудов цього будинку найвищим в Харкові був 66-метровий Дім Проєктів, збудований ще 1932 року.